# 162
162. је била проста година.

## Догађаји
- Конзули Квинт Јуније Рустик и Луције Тиције Плаутије Аквилин.
- Луције Вер је послат у Сирију, а по доласку у Антиохију се препустио забави. Гувернер Кападокије Северин је пао заједно са својим легијама. Сиријци су ковали заверу да се побуне против власти Рима, а цео Исток је био подложан пустошењу.
- Легати Марка Аурелија послати су против Катаљана и Британаца.
- Поплава у Риму изазвала је глад у престоници. Марко Аурелије је предузео мере за спас од глади.
- Напад Кианса на царску Кину